# 水木しげるのゲゲゲの怪談
『水木しげるのゲゲゲの怪談』（みずきしげるのゲゲゲのかいだん）は、フジテレビで2013年8月31日に夏休み特別企画として放送されたテレビドラマ。水木しげる原作の短編漫画から、『砂かけばばあ』『不死鳥を飼う男』『妖怪枕返し』『永仁の壺』の全4編を昭和の世界観で実写映像化したオムニバスドラマであり、各編を繋ぐ語り手を『ゲゲゲの鬼太郎』の猫娘と目玉おやじが担当している。
当初は、2013年8月13日の19:00〜20:54（「カスペ!」・全国ネット）にて放送する予定だった。しかし、諸事情により別特番（「消えた犯人逮捕の決定的瞬間」）に差し替えられ放送延期になっていた上で、予定を変更し関東ローカルのみの放送になった。

## スタッフ
- 原作：水木しげる
- 協力：水木プロダクション
- 語り手：森川葵（猫娘）、島田敏（目玉おやじ）
- 音楽：池頼広
- 撮影：木村祐一郎
- VE：三坂裕之
- 照明：左納康弘
- 録音：下元徹
- 選曲：泉清二
- 音響効果：佐藤秀国
- 編集：こまたひろゆき
- MA：船田浩二
- 技術デスク：蟇田忠雄
- 美術プロデュース：橋本昌和、馬場啓友
- デザイン：きくちまさと
- 美術進行：渡部哲也、大野恭一郎
- アニメーション：東映アニメーション
- 編成企画：加藤達也
- プロデューサー：阪本明（ViViA）、岩下英雅（ViViA）
- 制作：フジテレビ
- 制作著作：ViViA

## 各話概要
書誌情報は比較的入手しやすいものを記載。

### 砂かけばばあ
原作
- 初出 - 『漫画天国』（芸文社）1966年9月2日号
- 書誌情報 - 『妖怪たちの物語』（ちくま文庫）、ISBN 4-480-03062-X

あらすじ
映画スターに憧れる山谷拓二は、ある日飲み屋で出会った謎の男から、ばばあの噂を聞く。後日、山谷は、砂かけばばあに会い、ある約束を条件に絶世の美男子にしてもらうのだが…。
出演
- 山谷拓二 - 林遣都、今野浩喜（キングオブコメディ）
- 謎の男 - パパイヤ鈴木
- 砂かけばばあ - LiLiCo

スタッフ
- 脚本 - ブラジリィー・アン・山田
- 演出 - 伊藤寿浩

### 妖怪枕返し
原作
- 初出 - 『文春漫画読本』（文藝春秋社）1969年6月1日号
- 書誌情報 - 『魍魎 貸本・短編名作選　地獄・地底の足音』（ホーム社漫画文庫）、ISBN 978-4-8342-7458-5

あらすじ
勤務先の会社社長令嬢の麗華と交際していた山田の趣味は、夢を見ること。山田の会社では、出世を目論む部長・課長・係長の3人がおり、麗華と係長を恋仲にして派閥争いを制しようとしていたが、麗華と山田の交際を知った部長は、山田には裏があるはずだと疑い、人の運命を180度変えるといわれる“妖怪・枕返し”を呼ぶ。
出演
- 山田 - 濱田岳
- 麗華 - トリンドル玲奈
- 部長 - 酒井敏也
- 課長 - 矢柴俊博
- 係長 - 小西遼生

スタッフ
- 脚本 - 御笠ノ忠次、大森研一
- 演出 - 大森研一

### 不死鳥を飼う男
原作
- 初出 - 『黒のマガジン(5)』（東考社）1963年刊行の貸本漫画誌

※1966年に『別冊少年キング』掲載の「鳥かご」としてリメイク。
- 書誌情報 - 『怪奇 貸本名作選　不死鳥を飼う男・猫又』（ホーム社漫画文庫）、ISBN 978-4-8342-7412-7

あらすじ
売れないミステリー作家・尾崎落葉が帰宅すると、妻・絹代が大量の札束を持っていた。大金を見返りに、謎の男・牧野杢太郎が、落葉の仕事部屋を貸すことにしたという。怒った落葉が部屋に行くと、牧野の側には怪しい鳥カゴが置かれていた。
出演
- 尾崎落葉 - 又吉直樹
- 尾崎絹代 - 映美くらら
- 牧野杢太郎 - 佐野史郎

スタッフ
- 脚本 - 牟田桂子
- 演出 - 大森研一

### 永仁の壺
原作
- 初出 - 『恐怖マガジン(1)』（エンゼル文庫）1960年刊行の貸本漫画誌

※1970年に『漫画アクション』連載の『河童シリーズ』の一編「髪様の壺」としてリメイク。
- 書誌情報 - 『恐怖 貸本名作選　墓をほる男・手袋の怪』（ホーム社漫画文庫）、ISBN 978-4-8342-7413-4

eBookJapanから電子書籍が配信されている。
あらすじ
園田美也子は、医者から入院中の息子の命が危ないと知らされる。ある日、夫・史郎から、生命の水が湧き出る永仁の壺の伝説を聞く。美也子は、息子の命を救う為、壺を探す旅に出る。
出演
- 園田美也子 - 倉科カナ
- 園田史郎 - 山本裕典
- 園田史也 - 高木煌大

スタッフ
- 脚本 - 牟田桂子
- 演出 - 伊藤寿浩

## 備考
- アニメ『ゲゲゲの鬼太郎』シリーズ第1作目から目玉おやじの声を担当していた田の中勇の死去により、島田敏が声を担当している。なお、島田は2012年夏に「みなとさかい交流館」にオープンした「妖怪の森」で初めて代役を務めている[1]。
- LiLiCoは演技に向いていないと考えて演技の仕事は断っていたが、今回演じる役が「砂かけばばあ」と知って快諾したという[2]。
- 貸本時代から水木ファンの佐野史郎は、以前から「水木しげる劇場」というような水木作品の実写化を望んでおり、今回出演した『不死鳥を飼う男』の雑誌リメイク版『鳥かご』を含めた企画書を作ったことがある[3]。